# Elezioni dell'Assemblea costituente a Cuba del 1939
Le elezioni dell'Assemblea costituente a Cuba del 1939 si tennero il 15 novembre. Le elezioni furono vinte dal Fronte d'Opposizione, che, col 50,6% dei voti, ottenne 41 seggi su 76.

## Risultati
| Coalizione           | Partito                            | Voti      | %    | Seggi |
| -------------------- | ---------------------------------- | --------- | ---- | ----- |
| Fronte d'Opposizione | Partito Autentico                  | 225.223   | 20,7 | 18    |
| Fronte d'Opposizione | Partito Repubblicano Democratico   | 170.681   | 15,7 | 15    |
| Fronte d'Opposizione | Azione Repubblicana                | 80.168    | 0,7  | 4     |
| Fronte d'Opposizione | ABC                                | 65.842    | 6,0  | 4     |
| Fronte d'Opposizione | Partito Nazionale Agrario          | 9.359     | 0,9  | 0     |
| Fronte d'Opposizione | Totale                             | 551.273   | 50,6 | 41    |
| Fronte governativo   | PUN                                | 182.246   | 16,8 | 16    |
| Fronte governativo   | PUN                                | 132.189   | 12,1 | 9     |
| Fronte governativo   | Unione Comunista Rivoluzionaria    | 97.944    | 9,0  | 6     |
| Fronte governativo   | Associazione Nazionale Democratica | 77.527    | 7,1  | 3     |
| Fronte governativo   | Partito Nazionale Rivoluzionario   | 37.933    | 3,5  | 1     |
| Fronte governativo   | Partito Popolare Cubano            | 10.251    | 1,0  | 0     |
| Fronte governativo   | Totale                             | 538.090   | 49,4 | 35    |
| Schede bianche/nulle | Schede bianche/nulle               |           | -    | -     |
| Totale               | Totale                             | 1.089.363 | 100  | 76    |
| Fonte: Nohlen        |                                    |           |      |       |